# Sabine John
Sabine John, tidvis gift Paetz, född Möbius 16 oktober 1957 i Döbeln, är en förutvarande östtysk idrottare som tävlade i sjukamp. Hennes största merit var silvermedaljen vid de olympiska sommarspelen 1988 i Seoul.
```
Hon är idag 
personlig tränare
.
```

Största antalet poäng (6946) hade hon den 6 maj 1984 under en tävling i Potsdam.

## Största meriter
- 1982, Europamästerskapen silvermedalj (6594 poäng)
- 1983, Världsmästerskapen silvermedalj (6662 poäng)
- 1988, Olympiska sommarspelen silvermedalj (6897 poäng)